# Sosnowo Gryfińskie
Sosnowo Gryfińskie – zamknięty i zlikwidowany przystanek osobowy w Sosnowie, w powiecie gryfińskim, w województwie zachodniopomorskim, w Polsce.